# Prima Divisione 1937-1938 (pallacanestro maschile)
La Prima Divisione 1937-1938 è stato il terzo livello del 18º campionato italiano di pallacanestro maschile, il primo dopo l'introduzione della Serie B.
Le squadre iscritte sono state suddivise su base regionale.

## Qualificazione

### XVII Zona A

#### Classifica
|  | Pos. | Squadra           | Pt | G | V | P | PtF | PtS | Diff. |
|  | ---- | ----------------- | -- | - | - | - | --- | --- | ----- |
|  | 1.   | Gil Palermo       | 12 | 6 | 6 | 0 | 275 | 98  | 177   |
|  | 2.   | Gil Agrigento     | 10 | 6 | 4 | 2 | 172 | 117 | 55    |
|  | 3.   | Gil Caltanissetta | 8  | 6 | 2 | 4 | 151 | 183 | -32   |
|  | 4.   | Gil Enna          | 6  | 6 | 0 | 6 | 47  | 247 | -200  |

Legenda:
      Ammessa alla finale regionale.
Regolamento:
Due punti a vittoria, uno a sconfitta.

### XVII Zona B

#### Classifica
|  | Pos. | Squadra             | Pt | G | V | P | PtF | PtS | Diff. |
|  | ---- | ------------------- | -- | - | - | - | --- | --- | ----- |
|  | 1.   | Gil Messina         | 16 | 8 | 8 | 0 | -   | -   | -     |
|  | 2.   | Guf Messina         | 14 | 8 | 6 | 2 | -   | -   | -     |
|  | 3.   | Guf Catania         | 10 | 8 | 2 | 6 | -   | -   | -     |
|  | 4.   | Gil Catania         | 9  | 8 | 1 | 7 | -   | -   | -     |
|  | 5.   | Guf Reggio Calabria | 9  | 8 | 1 | 7 | -   | -   | -     |

Legenda:
      Ammessa alla finale regionale.
Regolamento:
Due punti a vittoria, uno a sconfitta.

### Finale XVII Zona
| Messina 13 marzo 1938 | Gil Messina | 40 – 23 | Gil Palermo |  |

| Palermo 20 marzo 1938 | Gil Palermo | 32 – 21 | Gil Messina |  |

La Gil Messina si qualifica per la semifinale nazionale Girone D.

## Fase nazionale

### Semifinale Girone D

#### Classifica
|  | Pos. | Squadra                 | Pt | G | V | P | PtF | PtS | Diff. |
|  | ---- | ----------------------- | -- | - | - | - | --- | --- | ----- |
|  | 1.   | Gil Messina             | 8  | 4 | 4 | 0 | 161 | 104 | 57    |
|  | 2.   | Dopolavoro Capozza Bari | 6  | 4 | 2 | 2 | 120 | 121 | -1    |
|  | 3.   | AP Napoli B             | 3  | 4 | 0 | 4 | 82  | 139 | -57   |

Legenda:
      Ammessa al girone finale.
Regolamento:
Due punti a vittoria, uno a sconfitta.
Note:
AP Napoli B ha scontato 1 punto di penalizzazione.

### Finale
Il Girone finale è disputato a Lavagna dal 15 al 17 luglio 1938.

#### Classifica
|  | Pos. | Squadra                   | Pt | G | V | P | PtF | PtS | Diff. |
|  | ---- | ------------------------- | -- | - | - | - | --- | --- | ----- |
|  | 1.   | Dopolavoro Acegat Trieste | -  | - | - | - | -   | -   | -     |
|  | 2.   | OND Marzotto Mortara      | -  | - | - | - | -   | -   | -     |
|  | 3.   | Gil Messina               | -  | - | - | - | -   | -   | -     |
|  | 4.   | SS Parioli Roma           | -  | - | - | - | -   | -   | -     |

Legenda:
      Promosse in Serie B.
Regolamento:
Due punti a vittoria, uno a sconfitta.

## Verdetti
- Campione di Prima Divisione: Acegat Trieste (1º titolo)
- Promossa in Serie B: OND Marzotto Mortara.